# John Bland (remero)
John Bland (Cannock, 23 de agosto de 1958) es un deportista británico que compitió en remo. Ganó una medalla de plata en el Campeonato Mundial de Remo de 1981, en la prueba de ocho con timonel.

## Palmarés internacional
| Campeonato Mundial | Campeonato Mundial | Campeonato Mundial | Campeonato Mundial |
| Año                | Lugar              | Medalla            | Prueba             |
| ------------------ | ------------------ | ------------------ | ------------------ |
| 1981               | Múnich (RFA)       | Medalla de plata   | Ocho con timonel   |